# Берегомет
Берегоме́т (укр. Берегомет) — посёлок в Вижницком районе Черновицкой области Украины. Административный центр Берегометской поселковой общины

## История

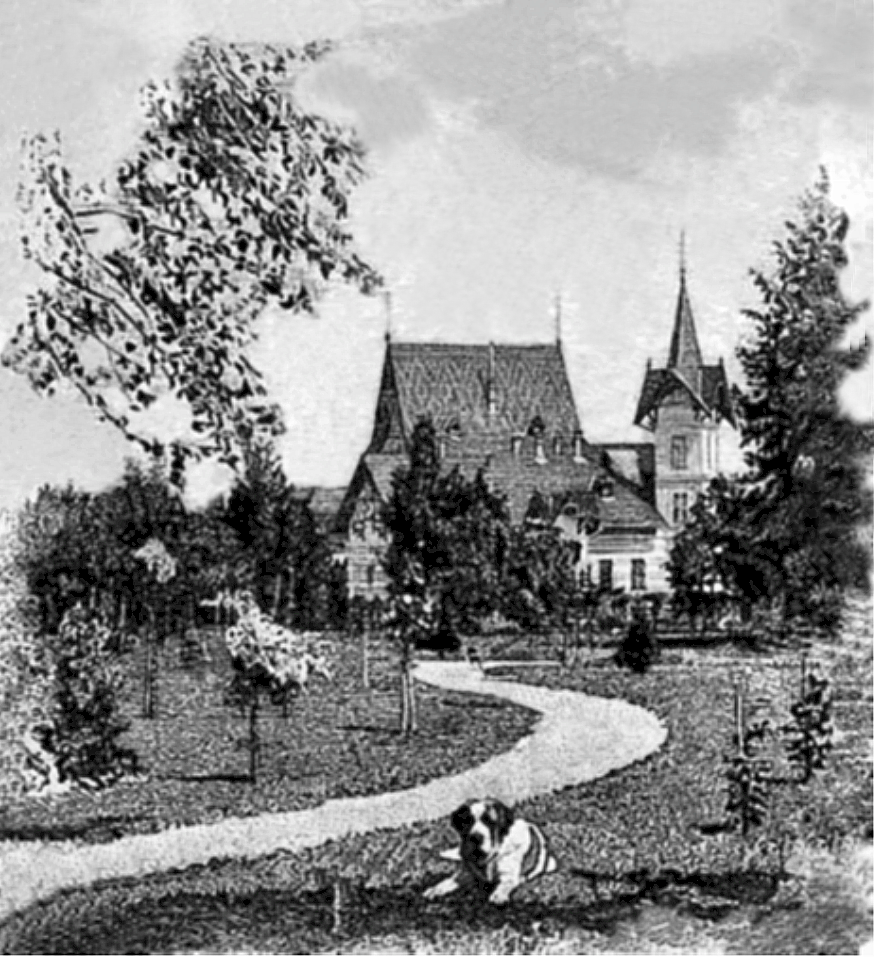
Замок в имении Василько де Серецки

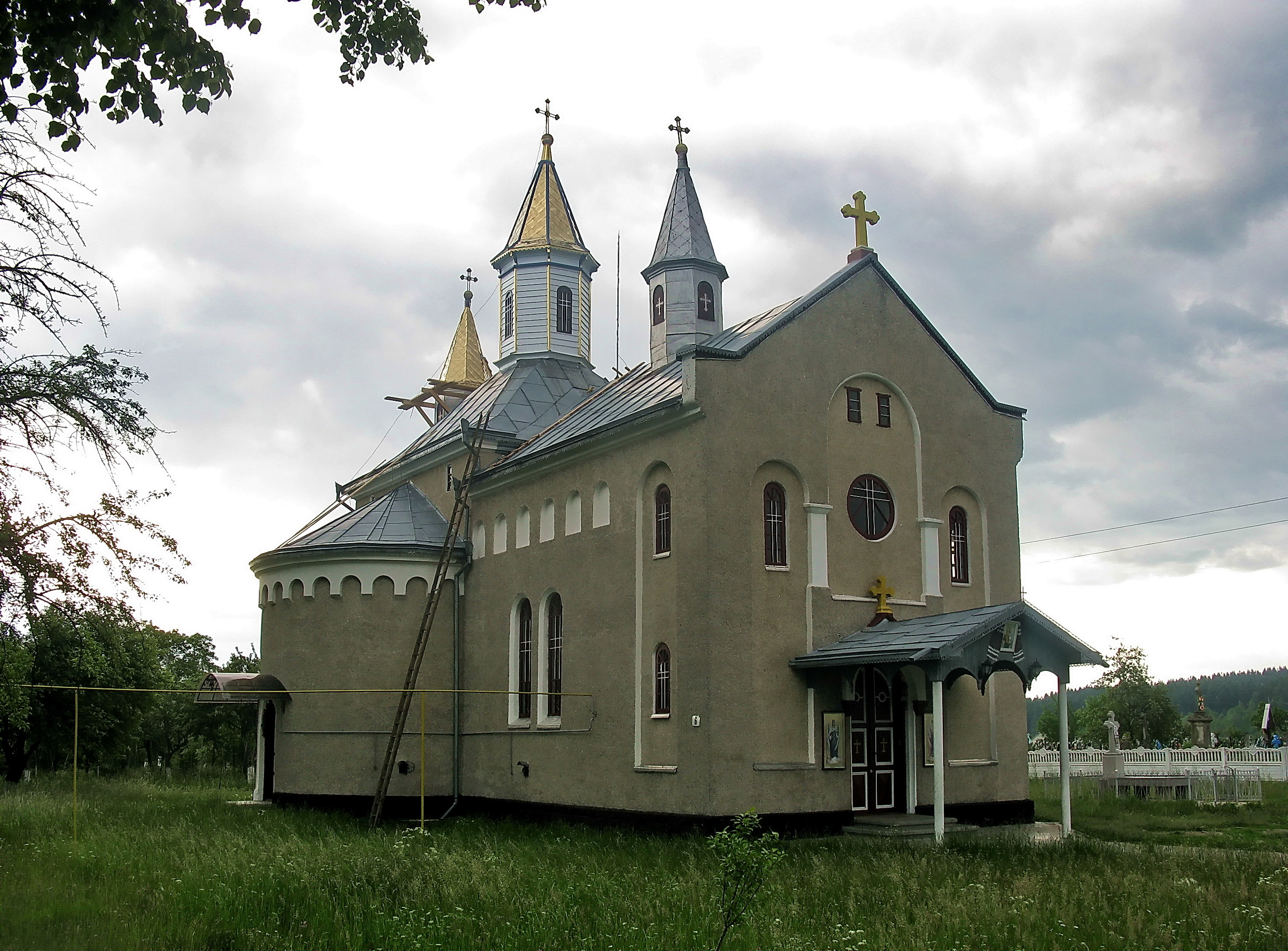
Николаевская церковь

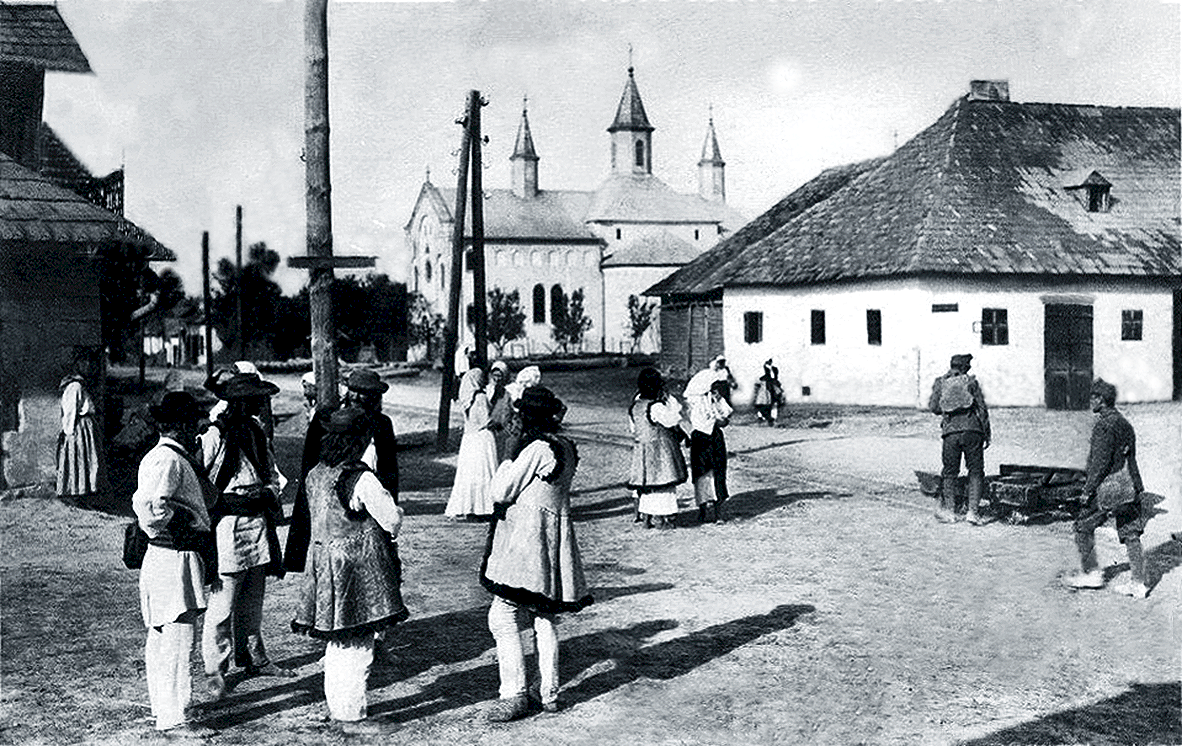
Берегомет в 1890 году

В 1880 году являлось небольшим селением у реки Прут. В селе во времена Австрийской империи находилось имение с замком семьи Василько де Серецки. Замок был уничтожен во время Первой мировой войны.
Во время Великой Отечественной войны в 1941—1944 годах селение находилось под немецко-румынской оккупацией.
В 1946 г. Указом ПВС УССР село Бергомет переименовано в Берегомет.
В 1959 году Берегометский деревообрабатывающий комбинат, Берегометский леспромхоз и Вижницкий лесхоз были объединены в Берегометский лесокомбинат имени 50-летия Советской Украины.
По состоянию на начало 1978 года здесь действовали лесокомбинат, хлебозавод, межколхозная строительная организация, колхоз, комбинат коммунальных предприятий, пять общеобразовательных школ, музыкальная школа, три лечебных учреждения, Дом культуры, два клуба, кинотеатр и шесть библиотек.
В июле 1995 года Кабинет министров Украины утвердил решение о приватизации лесокомбината.
В связи с банкротством лесокомбината, в конце 2002 года входивший в его состав завод древесно-стружечных плит был выделен в самостоятельное предприятие.
Начавшийся в 2008 году экономический кризис осложнил положение завода ДСП, в феврале 2010 года было возбуждено дело о его банкротстве и 10 июня 2010 года он был признан банкротом.

## Население
В 1969 году численность населения составляла 8,4 тыс. жителей.
В январе 1989 года численность населения составляла 8414 человек.
По состоянию на 1 января 2013 года численность населения составляла 7751 человек.

### Языковой состав
Родной язык населения по данным переписи 2001 года:
| Язык       | Численность, чел. | Доля     |
| ---------- | ----------------- | -------- |
| Украинский | 8 386             | 98,51 %  |
| Русский    | 98                | 1,15 %   |
| Другое     | 29                | 0,34 %   |
| Итого      | 8 513             | 100,00 % |

## Известные уроженцы
- Кравс, Антон (1871—1945) — генерал-четарь Украинской галицкой армии.
- Семака, Илья (1866—1929) — украинский общественно-политический деятель Буковины.
- Серецки, Георг Василько фон (1864—1940) — румынский государственный и политический деятель.